# 1095 Tulipa
1095 Tulipa là một tiểu hành tinh bay quanh Mặt Trời. Ban đầu nó có tên là 1926 GS. The numerical designation indicates this was the 1095th asteroid discovered.